# Duncan Sheik
Duncan Scott Sheik (Montclair, Nova Jérsei, 18 de novembro de 1969) é um cantor e compositor norte-americano. Um dos principais representantes da nova geração de singer-songwriters norte-americanos, do estilo alternativo/pop/rock.
Sheik é praticante de budismo Nichiren e membro da associação internacional budista Soka Gakkai.